# الاتفاقية الدولية لسلامة الحياة في البحر
الاتفاقية الدولية لسلامة الحياة في البحر(بالإنجليزية: Safety of Life at Sea  SOLAS)‏
هي الاتفاقية الأكثر أهمية لحماية السفن التجارية، وأول نسخة منها كانت عام 1914 بعد غرق التايتنك، وتصف هذه التفاقية عدد قوارب النجاة ومعدات الطوارئ وإجراءات السلامة بما فيها الرقابة اللاسلكية المستمرة.
وتم تبني نسخاً معدلة من هذه الاتفاقية في الأعوام 1929، 1948، 1960، 1974. وتعد اتفاقية 1960 التي تم تفعيلها في عام 1965 أول منجزات منظمة الملاحة الدولية (بالإنجليزية: International Maritime Organization   IMO)‏وفي نسخة 1988 وبناء على تعديلات لوائح اللاسلكي الدولية (بالإنجليزية: International Radio Regulations)‏ في عام 1987 تم استبدال شيفرة مورس (بالإنجليزية: Morse code)‏ بالنظام البملاحي العالمي لإنذار السلامة (بالإنجليزية: Global Maritime Distress Safety System  GMDSS)‏ وبدأ تنفيذها في 1992. وتوفر منظمة الملاحة الدولية أطلس يقسم المناطق البحرية حسب نوعها